# SMS Medea
La SMS Medea è stata una Fregata a propulsione velica della k.u.k. Kriegsmarine in servizio tra il 1828 e il 1842.

## Storia
La costruzione della fregata da 44 cannoni Moscava, così chiamata in ricordo della conquista della città di Mosca da parte delle truppe di Napoleone I, fu autorizzata dal governo del Regno d'Italia nel 1813 presso l'arsenale di Venezia. Quando nel 1814 le truppe dell'Impero austriaco entrarono a Venezia, annettendo di fatto la città ai territori imperiali, al completamento della nave mancavano circa diciannove mesi. Ribattezzata SMS Medea, l'unità fu varata il 7 agosto 1827 alla presenza dell'arciduca di Modena e Reggio Francesco IV, entrando in servizio nella k.u.k. Kriegsmarine nel 1828. Nel novembre di quell'anno, in una cerimonia tenutasi nel Canale di San Marco, alzò la sua insegna sulla Medea il comandante della Marina austriaca.
Nel gennaio 1829 fu inviata in Marocco per operare contro i corsari, effettuando il bombardamento del forte di Tetuan, e recandosi successivamente a Tangeri e poi ad Algeciras.  Modificato l'armamento con l'installazione di 26 cannoni da 18 libbre, 22 cannoni da 24 libbre, e 2 cannoni da 12 libbre, nel 1830 bombardò Arzilla e El Araisch, ritornando a Trieste il 14 dicembre dello stesso anno.
Nel 1831 assunse il ruolo di nave ammiraglia della Flotta dell'Adriatico al comando del Fregattenkapitän Francesco Bandiera e, dopo essere stata utilizzata in sostegno delle truppe dell'esercito imperiale contro gli insorti italiani, fu inviata nel Mediterraneo Centrale a controllare i movimenti della flotta francese.
Nel 1832 la Medea si trovava davanti ad Ancona che era stata occupata dalle truppe francesi. Il 25 maggio 1832 a Pirano fu ispezionata dall'Imperatore Francesco Giuseppe I, e un mese dopo trasferì gli insorti modenesi in fuga a Marsiglia. Il 20 dicembre lasciò il porto di Trieste par raggiungere il Marocco, al fine di trasferirvi il console austriaco di Tangeri. Il 22 novembre 1833 salpò da Trieste per raggiungere New York con a bordo un gruppo di profughi polacchi, diretti nel Nord e nel Sud America. Ritornata a Trieste vi stazionò nell'eventuale attesa di altri fuggiaschi da accompagnare verso le Americhe. Il 1º marzo 1837 partì, con a bordo l'Arciduca Federico Ferdinando d'Asburgo-Teschen, verso Malta, toccando poi la Sicilia e quindi Napoli, capitale del Regno delle Due Sicilie, dove venne visitata dal Re Ferdinando II. Nell'aprile 1838, nave di bandiera della Flotta, partì, al comando del Fregattenkapitän Buratovich, per effettuare un viaggio di natura commerciale verso il Mediterraneo orientale. Vi restò sino al 1841, visitando, tra il 1838 e il 1839, le città di Alessandretta, Alessandria d'Egitto, Beirut e molte isole del Mare Egeo.
Nell'agosto 1840 si riunì ad Alessandria d'Egitto con le navi inglesi per recarsi, nel corso della guerra egizio-ottomana, a bombardare nel mese di settembre Beirut, dove furono distrutte le fortificazioni della città. Nel corso di tale attacco la Medea sparò 244 colpi di cannone e centinaia di razzi. Ai primi di novembre attaccò, bombardò e conquistò d'assalto San Giovanni d'Acri, con la perdita di un marinaio, mentre un altro rimase ferito. Nel corso del mese di dicembre, davanti a Beirut, la Medea venne investita da una violenta tempesta che danneggiò gravemente le navi inglesi ivi presenti ed anche alla fregata austriaca, che riportò tali danni alle vele, da costringerla a riparare a Marmarizza.
Rientrò a Trieste il 16 marzo 1841 con a bordo i soldati austriaci che avevano combattuto in Siria. Arrivata in rada vi rimase all'ancora per i 21 giorni della prevista quarantena. Trasferita a Venezia, il 5 settembre dello stesso anno arrivò l'ordine di demolizione, e l'anno successivo la Medea fu tratta a riva e demolita nel corso degli anni seguenti.

### Annotazioni
1. ↑  In tedesco per i nomi delle navi, "SMS" significa Seiner Majestät Schiff ("Nave di Sua Maestà").

### Fonti
1. ↑  Levi 1896, p. 58.
2. 1 2 3 4 5 6 7 8 9 10 11 12 13 14 15 16 17 18 19  k.u.k. Kriegsmarine.